# 에드가 키네

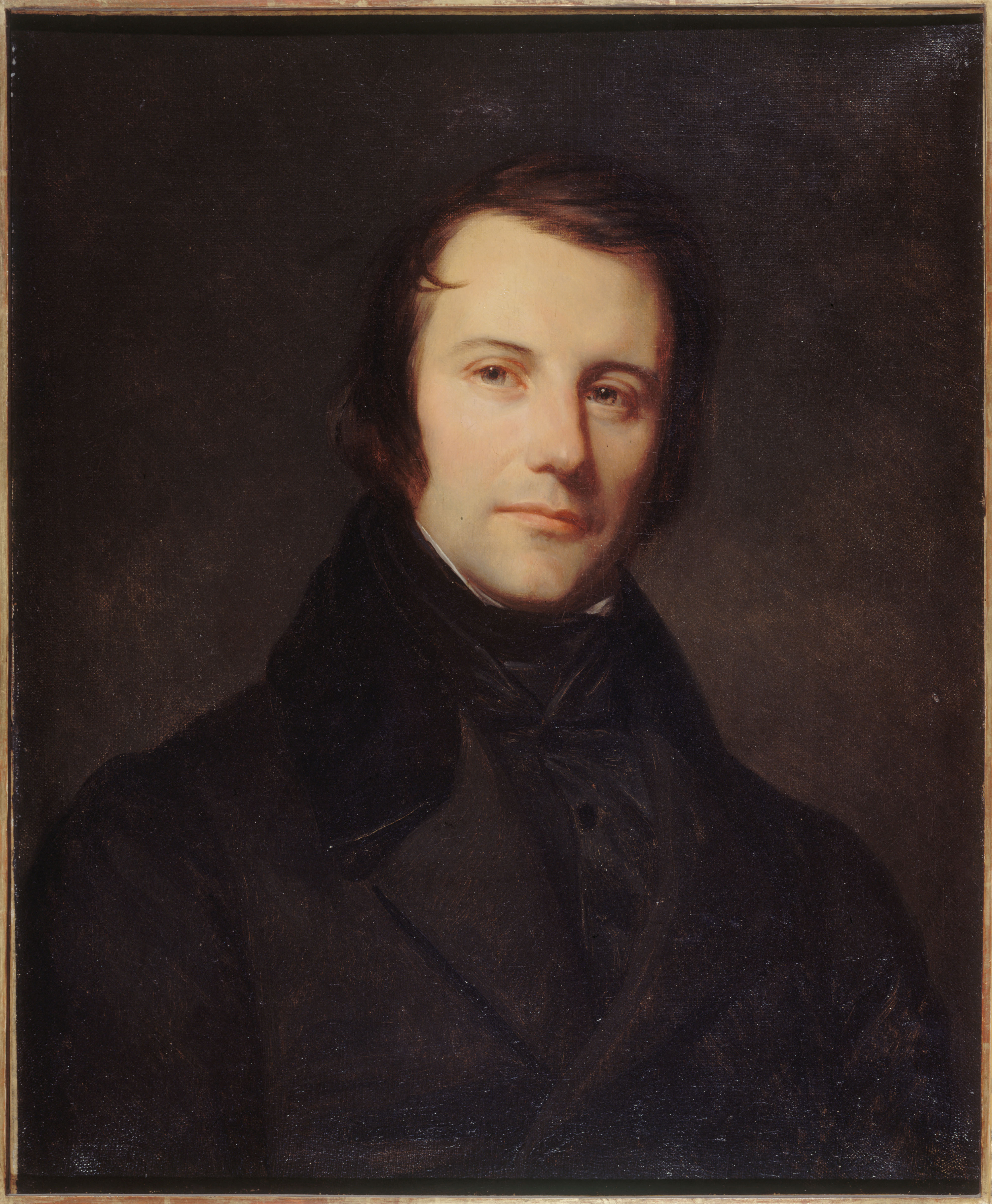

에드가 키네(Edgar Quinet, 1803년 2월 17일 ~ 1875년 3월 27일)는 프랑스의 역사가이자 지식인이다.
앵 데프르트망의 부르캉브레스에서 태어났다. 리옹에서 학교를 다닐 때 아버지는 학교를 떠나 군입대를 한 뒤 비즈니스 경력을 쌓길 바랐다. 키네는 문학에 참여하기로 결심하고 얼마 지나지 않아 1820년 파리로 이주했다.
방황하는 유대인의 태블릿(Tablettes du juif errant)이 그의 첫 출판물로 1823년 선보였으며 인간성의 진보를 상징화시켰다.
1877년부터 1879년까지 총 28권의 《키네 전집》을 통해 수많은 작품을 출판했다.

## 참고 자료
- 본 문서에는 현재 퍼블릭 도메인에 속한 브리태니커 백과사전 제11판의 내용을 기초로 작성된 내용이 포함되어 있습니다.
  - Libres Penseurs religieux (E. Paris, 1905)
  - Richard Heath, Early Life and Writings of Edgar Quinet (London, 1881)
  - Jérôme Alexander Sillem (1840-1912), "Edgar Quinet, geschiedschrijver en staatkundige" (Published in the Dutch magazine: "De Gids", 1869)
  - Eugène Ledrain, A l'occasion du centenaire (1903)
  - Hermione Quinet-Asachi, Cinquante ans d'amitié